# Гусєв Анатолій Миколайович
Анатолій Миколайович Гусєв (серпень 1899, місто Карсун Симбірської губернії, тепер Ульяновської області, Російська Федерація — розстріляний 26 лютого 1939, Москва) — радянський партійний діяч, 2-й секретар Казакського крайкому ВКП(б), завідувач відділу пропаганди і агітації ЦК КП(б)У, редактор газети «Советская Украина». Кандидат у члени ЦК КП(б)У в червні 1937 — червні 1938 року. Член Комісії радянського контролю при РНК СРСР у лютому 1934 — червні 1938 року.

## Життєпис
Народився в серпні 1899 року в родині адвоката. У 1910 році закінчив трикласну сільську школу міністерства народної освіти, в 1914 році — міське вище початкове училище в місті Карсуні Симбірської губернії. З 1914 по лютий 1919 року — слухач учительської семінарії в селі Порецьке Алатирського повіту Симбірської губернії.
У 1917—1918 роках — член надзвичайної трійки сільської ради в групі бідноти зі збору податків, боротьбі з куркульством та купецтвом.
Член РКП(б) з серпня 1918 року.
З лютого по червень 1919 року — інструктор Карсунського повітового відділу народної освіти; боєць загону «із придушення куркульських повстань» в Карсуні.
У червні 1919 — серпні 1921 року — слухач шестимісячних підготовчих курсів, слухач та викладач Комуністичного університету імені Свердлова.
У серпні 1921 — вересні 1924 року — слухач історичного відділу Інституту червоної професури в Москві. Одночасно викладав у Комуністичному університеті імені Свердлова.
У вересні 1924 — вересні 1925 року — викладач, керівник кафедри історії Комуністичного університету імені Свердлова в Ленінграді.
У вересні 1925 — лютому 1926 року — заступник завідувача відділу економіки праці Вищої ради народного господарства (ВРНГ) СРСР у Москві.
У лютому 1926 — квітні 1927 року — заступник завідувача відділу агітації і пропаганди Північно-Західного бюро ЦК ВКП(б) у Ленінграді. 
У квітні 1927 — березні 1929 року — завідувач відділу агітації і пропаганди Уральського обласного комітету ВКП(б) у місті Свердловську.
У лютому 1929 — січні 1930 року — заступник завідувача відділу агітації, пропаганди і друку ЦК ВКП(б) у Москві. У січні 1930 — січні 1933 року — завідувач сектора друку та заступник завідувача відділу культури і пропаганди ЦК ВКП(б).
У січні 1933 — лютому 1934 року — 2-й секретар Казакського крайового комітету ВКП(б).
У березні 1934 — квітні 1935 року — керівник групи освіти і охорони здоров'я Комісії радянського контролю при РНК СРСР. У квітні 1935 — вересні 1936 року — уповноважений Комісії радянського контролю при РНК СРСР по Горьковському краю РРФСР.
У вересні — листопаді 1936 року — завідувач відділу науки, шкіл і побуту редакції газети «Правда» у Москві.
У грудні 1936 — 20 травня 1938 року — завідувач відділу партійної пропаганди та агітації ЦК КП(б)У. Одночасно, в 1938 році (до 20 травня) — директор Інституту історії партії при ЦК КП(б)У; редактор газети «Советская Украина»; редактор журналу «Більшовик України»; член редколегії журналу «Партробітник України».
9 червня 1938 року заарештований органами НКВС СРСР у Москві. 26 лютого 1939 року засуджений до страти, розстріляний того ж дня і похований на Донському кладовищі Москви. Посмертно реабілітований 10 серпня 1955 року.